# Serie A Élite 2016-2017
La Serie A Élite 2016-2017 è stata la 6ª edizione del campionato di Serie A e la 24ª manifestazione nazionale che assegnasse il titolo di campione d'Italia.

## Formula
La prima fase del campionato è composto da due gironi disputati con gare di andata e ritorno. Successivamente è prevista una seconda fase divisa in due raggruppamenti, denominati gold e silver che si svolgerà con gare di sola andata. Accedono al raggruppamento gold le prime cinque squadre dei due gironi della prima fase mentre si qualificano al raggruppamento silver le squadre classificate dal quinto all'ottavo posto dei due gironi della prima fase. Ai play-off scudetto partecipano sedici squadre: tutte quelle provenienti dal girone gold (le prime quattro delle quali accedono direttamente ai quarti di finale) e le prime due del raggruppamento silver. Il regolamento prevede due retrocessioni: oltre all'ultima classificata del girone silver, retrocede in Serie A anche la società perdente i play-out.

## Partecipanti
Il Consiglio Direttivo della Divisione Calcio a 5, preso atto della mancata iscrizione di Futsal CPFM, Futsal P5, Isolotto, Lazio Femminile e Lupe, ha provveduto al ripescaggio di Stone Five Fasano e Vis Lanciano. La formazione abruzzese durante l'estate si è fusa con il Città di Pescara e quindi affiliata al Pescara Calcio a 5, adeguando la propria denominazione in "Pescara Futsal Femminile".

## Prima fase

### Girone A

#### Classifica[4]
|  | Pos. | Squadra   | Pt | G  | V  | N | P  | GF | GS | DR  |
|  | ---- | --------- | -- | -- | -- | - | -- | -- | -- | --- |
|  | 1.   | Sinnai    | 34 | 14 | 11 | 1 | 2  | 71 | 31 | +40 |
|  | 2.   | Breganze  | 31 | 14 | 9  | 4 | 1  | 67 | 34 | +33 |
|  | 3.   | Ternana   | 29 | 14 | 9  | 2 | 3  | 55 | 33 | +22 |
|  | 4.   | Kick Off  | 25 | 14 | 8  | 1 | 5  | 62 | 48 | +14 |
|  | 5.   | Cagliari  | 16 | 14 | 5  | 1 | 8  | 39 | 65 | -26 |
|  | 6.   | Pescara   | 15 | 14 | 4  | 3 | 7  | 35 | 44 | -9  |
|  | 7.   | Falconara | 7  | 14 | 2  | 1 | 11 | 23 | 60 | -37 |
|  | 8.   | Thienese  | 4  | 14 | 1  | 1 | 12 | 29 | 66 | -37 |

### Girone B

#### Classifica[4]
|  | Pos. | Squadra           | Pt | G  | V  | N | P  | GF | GS | DR  |
|  | ---- | ----------------- | -- | -- | -- | - | -- | -- | -- | --- |
|  | 1.   | Olimpus           | 44 | 16 | 14 | 2 | 0  | 80 | 23 | +57 |
|  | 2.   | Montesilvano      | 33 | 16 | 10 | 3 | 3  | 72 | 31 | +41 |
|  | 3.   | Sporting Locri    | 32 | 16 | 10 | 2 | 4  | 56 | 40 | +16 |
|  | 4.   | Lazio             | 29 | 16 | 8  | 5 | 3  | 63 | 40 | +23 |
|  | 5.   | Real Statte       | 28 | 16 | 9  | 1 | 6  | 48 | 35 | +13 |
|  | 6.   | SF Fasano         | 17 | 16 | 5  | 2 | 9  | 39 | 55 | -16 |
|  | 7.   | Napoli            | 13 | 16 | 4  | 1 | 11 | 49 | 83 | -34 |
|  | 8.   | Bellator Ferentum | 9  | 16 | 3  | 0 | 13 | 24 | 70 | -46 |
|  | 9.   | Arcadia Bisceglie | 3  | 16 | 1  | 0 | 15 | 19 | 73 | -54 |

## Seconda fase

### Girone Gold

#### Classifica[5]
|  | Pos. | Squadra        | Pt | G | V | N | P | GF | GS | DR  |
|  | ---- | -------------- | -- | - | - | - | - | -- | -- | --- |
|  | 1.   | Ternana        | 24 | 9 | 8 | 0 | 1 | 42 | 22 | +20 |
|  | 2.   | Olimpus        | 22 | 9 | 7 | 1 | 1 | 43 | 22 | +21 |
|  | 3.   | Sinnai         | 18 | 9 | 6 | 0 | 3 | 34 | 19 | +15 |
|  | 4.   | Montesilvano   | 16 | 9 | 5 | 1 | 3 | 33 | 23 | +10 |
|  | 5.   | Real Statte    | 14 | 9 | 4 | 2 | 3 | 21 | 22 | -1  |
|  | 6.   | Breganze       | 10 | 9 | 3 | 1 | 5 | 39 | 34 | +5  |
|  | 7.   | Kick Off       | 9  | 9 | 2 | 3 | 4 | 25 | 25 | 0   |
|  | 8.   | Sporting Locri | 7  | 9 | 2 | 1 | 6 | 24 | 44 | -20 |
|  | 9.   | Lazio          | 5  | 9 | 1 | 2 | 6 | 27 | 41 | -14 |
|  | 10.  | Cagliari       | 4  | 9 | 1 | 1 | 7 | 24 | 60 | -36 |

### Girone Silver

#### Classifica[5]
|  | Pos. | Squadra           | Pt | G | V | N | P | GF | GS | DR  |
|  | ---- | ----------------- | -- | - | - | - | - | -- | -- | --- |
|  | 1.   | Pescara           | 16 | 6 | 5 | 1 | 0 | 18 | 3  | +15 |
|  | 2.   | SF Fasano         | 13 | 6 | 4 | 1 | 1 | 25 | 13 | +12 |
|  | 3.   | Bellator Ferentum | 10 | 6 | 3 | 1 | 2 | 18 | 15 | +3  |
|  | 4.   | Falconara         | 9  | 6 | 2 | 3 | 1 | 23 | 16 | +7  |
|  | 5.   | Thienese          | 6  | 6 | 2 | 0 | 4 | 8  | 20 | -12 |
|  | 6.   | Arcadia Bisceglie | 2  | 6 | 0 | 2 | 4 | 12 | 20 | -8  |
|  | 7.   | Napoli            | 2  | 6 | 0 | 2 | 4 | 17 | 34 | -17 |

#### Verdetti
- Napoli e, dopo i play-out, Arcadia Bisceglie retrocesse in Serie A2 2017-18.

## Play-off

### Tabellone
|  | Quarti di finale | Quarti di finale | Quarti di finale | Quarti di finale |  |  | Semifinali   | Semifinali   | Semifinali | Semifinali |   |   | Finale  | Finale  | Finale | Finale | Finale |  |
|  |                  |                  |                  |                  |  |  |              |              |            |            |   |   |         |         |        |        |        |  |
|  | Breganze         | Breganze         | 3                | 1                |  |  |              |              |            |            |   |   |         |         |        |        |        |  |
|  | Sinnai           | Sinnai           | 2                | 7                |  |  | Sinnai       | Sinnai       | 5          | 0          |   |   |         |         |        |        |        |  |
|  | Kick Off         | Kick Off         | 2                | 1                |  |  | Olimpus      | Olimpus      | 6          | 3          |   |   |         |         |        |        |        |  |
|  | Olimpus          | Olimpus          | 3                | 8                |  |  |              |              |            |            |   |   | Olimpus | Olimpus | 8      | 2      | 3      |  |
|  | Real Statte      | Real Statte      | 0                | 3                |  |  |              |              | Ternana    | Ternana    | 3 | 3 | 2       |         |        |        |        |  |
|  | Montesilvano     | Montesilvano     | 6                | 2                |  |  | Montesilvano | Montesilvano | 2          | 0          |   |   |         |         |        |        |        |  |
|  | Lazio            | Lazio            | 2                | 3                |  |  | Ternana      | Ternana      | 3          | 3          |   |   |         |         |        |        |        |  |
|  | Ternana          | Ternana          | 3                | 4                |  |  |              |              |            |            |   |   |         |         |        |        |        |  |

### Risultati

#### Primo turno

##### Andata
| Fiano Romano 22 aprile 2017, ore 15:00 CEST | Lazio                                                     | 4 – 1 (0-1) referto | Sporting Locri | Palasport\| Arbitri: \| Salvatore Cucuzzella (Ragusa) Davide Marchetti (Chiavari) \| \| Crono: \| Alessandro Ribaudo (Roma 2) \| |
| Arbitri:                                    | Salvatore Cucuzzella (Ragusa) Davide Marchetti (Chiavari) |                     |                | |
| Crono:                                      | Alessandro Ribaudo (Roma 2)                               |                     |                | |

| Cagliari 22 aprile 2017, ore 16:00 CEST | Cagliari                                             | 3 – 7 (1-4) referto | Kick Off | PalaGiotto\| Arbitri: \| Andrea Cortopassi (Ciampino) Angelo Bottini (Roma 1) \| \| Crono: \| Fabio Loni (Cagliari) \| |
| Arbitri:                                | Andrea Cortopassi (Ciampino) Angelo Bottini (Roma 1) |                     |          | |
| Crono:                                  | Fabio Loni (Cagliari)                                |                     |          | |

| Pescara 22 aprile 2017, ore 16:00 CEST | Pescara                                              | 1 – 3 (1-1) referto | Breganze | PalaRigopiano\| Arbitri: \| Andrea Cortopassi (Ciampino) Angelo Bottini (Roma 1) \| \| Crono: \| Fabio Loni (Cagliari) \| |
| Arbitri:                               | Andrea Cortopassi (Ciampino) Angelo Bottini (Roma 1) |                     |          | |
| Crono:                                 | Fabio Loni (Cagliari)                                |                     |          | |

| Fasano 22 aprile 2017, ore 16:00 CEST | SF Fasano                                         | 0 – 1 (0-0) referto | Real Statte | PalaSalvemini\| Arbitri: \| Fabio Cozza (Cosenza) Pierluigi Minardi (Cosenza) \| \| Crono: \| Paolo De Lorenzo (Brindisi) \| |
| Arbitri:                              | Fabio Cozza (Cosenza) Pierluigi Minardi (Cosenza) |                     |             | |
| Crono:                                | Paolo De Lorenzo (Brindisi)                       |                     |             | |

##### Ritorno
| Arbitri: | Carlo Cilia (Caltanissetta) Vincenzo Brischetto (Acireale) |
| Crono:   | Fabrizio Schirripa (Reggio Calabria)                       |

|  |                      |  |
|  | Tiri di rigore 2 – 3 |  |

| Sarcedo 25 aprile 2017, ore 20:00 CEST | Breganze                                      | 7 – 4 (3-1) referto | Pescara | Palasport\| Arbitri: \| Stefano Puvia (Carrara) Marco Paolino (Siena) \| \| Crono: \| Walter Suelotto (Bassano del Grappa) \| |
| Arbitri:                               | Stefano Puvia (Carrara) Marco Paolino (Siena) |                     |         | |
| Crono:                                 | Walter Suelotto (Bassano del Grappa)          |                     |         | |

| Statte 25 aprile 2017, ore 20:00 CEST | Real Statte                                              | 6 – 1 (4-0) referto | SF Fasano | PalaCurtivecchi\| Arbitri: \| Gennaro Cefalà (Lamezia Terme) Antonio Marino (Agropoli) \| \| Crono: \| Gianfranco Marangi (Brindisi) \| |
| Arbitri:                              | Gennaro Cefalà (Lamezia Terme) Antonio Marino (Agropoli) |                     |           | |
| Crono:                                | Gianfranco Marangi (Brindisi)                            |                     |           | |

| San Donato Milanese 25 aprile 2017, ore 20:00 CEST | Kick Off                                                 | 8 – 2 (4-2) referto | Cagliari | Palasport\| Arbitri: \| Gino Simonazzi (Reggio Emilia) Salvatore Giannini (Pisa) \| \| Crono: \| Carmine Genoni (Busto Arsizio) \| |
| Arbitri:                                           | Gino Simonazzi (Reggio Emilia) Salvatore Giannini (Pisa) |                     |          | |
| Crono:                                             | Carmine Genoni (Busto Arsizio)                           |                     |          | |

#### Quarti di finale

##### Andata
| Statte 30 aprile 2017, ore 16:00 CEST | Real Statte                                                                       | 0 – 6 (0-1) referto | Montesilvano | PalaCurtivecchi\| Arbitri: \| Giovanni Ferraioli Vitolo (Castellammare di Stabia) Pasquale Crocifoglio (Napoli) \| \| Crono: \| Vincenzo Buzzacchino (Taranto) \| |
| Arbitri:                              | Giovanni Ferraioli Vitolo (Castellammare di Stabia) Pasquale Crocifoglio (Napoli) |                     |              | |
| Crono:                                | Vincenzo Buzzacchino (Taranto)                                                    |                     |              | |

| Sarcedo 30 aprile 2017, ore 16:00 CEST | Breganze                                           | 3 – 2 (0-0) referto | Sinnai | Palasport\| Arbitri: \| Stefano Parrella (Cesena) Manuel Lontani (Ravenna) \| \| Crono: \| Elena Lunardi (Padova) \| |
| Arbitri:                               | Stefano Parrella (Cesena) Manuel Lontani (Ravenna) |                     |        | |
| Crono:                                 | Elena Lunardi (Padova)                             |                     |        | |

| San Donato Milanese 30 aprile 2017, ore 16:00 CEST | Kick Off                                                  | 2 – 3 (1-2) referto | Olimpus | Palasport\| Arbitri: \| Mirco Rossini (Firenze) Liberia Maria Bisceglia (Bologna) \| \| Crono: \| Daniele Biondo (Varese) \| |
| Arbitri:                                           | Mirco Rossini (Firenze) Liberia Maria Bisceglia (Bologna) |                     |         | |
| Crono:                                             | Daniele Biondo (Varese)                                   |                     |         | |

| Fiano Romano 30 aprile 2017, ore 20:30 CEST | Lazio                                                   | 2 – 3 (1-0) referto | Ternana | Palasport\| Arbitri: \| Luca Micheli (Frosinone) Daniele Fratangeli (Frosinone) \| \| Crono: \| Gianluca Gentile (Roma 1) \| |
| Arbitri:                                    | Luca Micheli (Frosinone) Daniele Fratangeli (Frosinone) |                     |         | |
| Crono:                                      | Gianluca Gentile (Roma 1)                               |                     |         | |

##### Ritorno
| Sinnai 6 maggio 2017, ore 15:00 CEST | Sinnai                                              | 7 – 1 (2-0) referto | Breganze | PalaGiotto\| Arbitri: \| Stefano Zanchi (Lovere) Alessandro Ribaudo (Roma 2) \| \| Crono: \| Stefano Zuddas (Cagliari) \| |
| Arbitri:                             | Stefano Zanchi (Lovere) Alessandro Ribaudo (Roma 2) |                     |          | |
| Crono:                               | Stefano Zuddas (Cagliari)                           |                     |          | |

| Terni 7 maggio 2017, ore 16:00 CEST | Ternana                                                                | 4 – 3 (1-0) referto | Lazio | PalaDiVittorio\| Arbitri: \| Leonardo Gaetani (San Benedetto del Tronto) Antonino Tupone (Lanciano) \| \| Crono: \| Emanuele Roscini (Foligno) \| |
| Arbitri:                            | Leonardo Gaetani (San Benedetto del Tronto) Antonino Tupone (Lanciano) |                     |       | |
| Crono:                              | Emanuele Roscini (Foligno)                                             |                     |       | |

| Montesilvano 7 maggio 2017, ore 16:00 CEST | Montesilvano                                          | 2 – 3 (2-0) referto | Real Statte | PalaRoma\| Arbitri: \| Luca Rosciarelli (Orvieto) Natalia Bernardino (Terni) \| \| Crono: \| Gianluca Rutolo (Chieti) \| |
| Arbitri:                                   | Luca Rosciarelli (Orvieto) Natalia Bernardino (Terni) |                     |             | |
| Crono:                                     | Gianluca Rutolo (Chieti)                              |                     |             | |

| Roma 7 maggio 2017, ore 16:00 CEST | Olimpus                                             | 8 – 1 (3-1) referto | Kick Off | PalaOlgiata\| Arbitri: \| Fabio Stelluti (Ancona) Pierluigi Minardi (Cosenza) \| \| Crono: \| Alex Iannuzzi (Roma 1) \| |
| Arbitri:                           | Fabio Stelluti (Ancona) Pierluigi Minardi (Cosenza) |                     |          | |
| Crono:                             | Alex Iannuzzi (Roma 1)                              |                     |          | |

#### Semifinali

##### Andata
| Arbitri: | Sue Ellen Salvatore (Gallarate) Daniele Biondo (Varese) |
| Crono:   | Gian Paolo Orrù (Oristano)                              |

|                                                                      |           |                                                                           |
| Gasparini 5'44'’ Fanti 7'00'’ Peque 16'33'’ Vanessa 25'06'’, 29'04'’ | Marcatori | 0'49'’, 16'11'’ Taty 6'13'’, 7'16'’, 37'56'’ Dayane 22'15'’ Martìn Cortes |

| Arbitri: | Raffaele Ricci (Foggia) Antonio Sessa (Foggia) |
| Crono:   | Gabriele Gerardi (Pescara)                     |

|                               |           |                                                  |
| Amparo 25'33'’ Ortega 33'51'’ | Marcatori | 17'28'’ Renatinha 28'53'’ Taina 38'41'’ Bisognin |

##### Ritorno
| Arbitri: | Fabrizio Andolfo (Ercolano) Antonio Marino (Agropoli) |
| Crono:   | Andrea Loria (Roma 1)                                 |

|                                    |           |  |
| Taty 12'16'’ Lisi 34'23'’, 39'19'’ | Marcatori |  |

| Arbitri: | Luca Di Stefano (Albano Laziale) Alessandra Carradori (Roma 1) |
| Crono:   | Dario Parastesh (Ostia Lido)                                   |

|                                      |           |  |
| Taina 24'38'’, 24'56'’ Maite 25'55'’ | Marcatori |  |

#### Finale

##### Gara 1
| Arbitri: | Elena Lunardi (Padova) Stefania Candria (Teramo) |
| Crono:   | Simone Micciulla (Roma 2)                        |

|                                                                                                  |           |                                         |
| Gayardo 14'37'’, 31'00'’ Dayane 17'27'’, 18'51'’, 24'49'’, 29'58'’ Luciléia 36'25'’ Taty 38'30'’ | Marcatori | 8'12'’Neka 36'51'’ Taina 38'00'’ Presto |

##### Gara 2
| Arbitri: | Chiara Perona (Biella) Giulia Federigo (Pordenone) |
| Crono:   | Daniele Intoppa (Roma 2)                           |

|                                        |           |                                       |
| Taina 2'44'’ Renatinha 2'58'’, 34'10'’ | Marcatori | 6'11'’ Martìn Cortes 13'33'’ Luciléia |

##### Gara 3
| Arbitri: | Sue Ellen Salvatore (Gallarate) Alessandro Merenda (Reggio Calabria) |
| Crono:   | Alessandra Carradori (Roma 1)                                        |

|                            |           |                                             |
| Taina 7'52'’ Maite 25'40'’ | Marcatori | 22'56'’ Taty 29'37'’ Dayane 36'37'’ Gayardo |

## Play-out

### Formula
Le squadre che hanno concluso il campionato dalla terza alla sesta posizione del girone Silver si affronteranno in due turni con un doppio spareggio (andata e ritorno, la prima partita verrà giocata in casa dell'ultima classificata) per determinare l'unica squadra a retrocedere in Serie A. Al termine degli incontri sarà dichiarata vincente la squadra che nelle due partite (di andata e di ritorno) avrà ottenuto il maggior punteggio ovvero a parità di punteggio la squadra che avrà realizzato il maggior numero di reti. Nel caso di parità gli arbitri della gara di ritorno faranno disputare due tempi supplementari di 5 minuti ciascuno. Qualora anche al termine di questi le squadre fossero in parità sarà considerata vincente la squadra in migliore posizione di classifica al termine della stagione regolare.

### Risultati

#### Primo turno

##### Andata
| Thiene 23 aprile 2017, ore 17:00 CEST | Thienese                                           | 1 – 3 (0-3) referto | Falconara | PalaCeccato\| Arbitri: \| Daniele Biondo (Varese) Francesco Aufieri (Milano) \| \| Crono: \| Stefano Billo (Vicenza) \| |
| Arbitri:                              | Daniele Biondo (Varese) Francesco Aufieri (Milano) |                     |           | |
| Crono:                                | Stefano Billo (Vicenza)                            |                     |           | |

| Bisceglie 23 aprile 2017, ore 18:00 CEST | Arcadia Bisceglie                                   | 2 – 6 (0-3) referto | Bellator Ferentum | PalaDolmen\| Arbitri: \| Luca Di Battista (Avezzano) Luca Moscone (L’Aquila) \| \| Crono: \| Giuseppe Doronzo (Barletta) \| |
| Arbitri:                                 | Luca Di Battista (Avezzano) Luca Moscone (L’Aquila) |                     |                   | |
| Crono:                                   | Giuseppe Doronzo (Barletta)                         |                     |                   | |

##### Ritorno
| Falconara Marittima 30 aprile 2017, ore 17:00 CEST | Falconara                                        | 6 – 1 (2-1) referto | Thienese | PalaBadiali\| Arbitri: \| Dario Di Nicola (Pescara) Ciro Oliviero (Pesaro) \| \| Crono: \| Paolo Gobbi (Macerata) \| |
| Arbitri:                                           | Dario Di Nicola (Pescara) Ciro Oliviero (Pesaro) |                     |          | |
| Crono:                                             | Paolo Gobbi (Macerata)                           |                     |          | |

| Frosinone 30 aprile 2017, ore 17:30 CEST | Bellator Ferentum                                           | 6 – 2 (2-0) referto | Arcadia Bisceglie | Palasport\| Arbitri: \| Massimo Tariciotti (Ciampino) Alessandra Carradori (Roma 1) \| \| Crono: \| Davide Vari (Frosinone) \| |
| Arbitri:                                 | Massimo Tariciotti (Ciampino) Alessandra Carradori (Roma 1) |                     |                   | |
| Crono:                                   | Davide Vari (Frosinone)                                     |                     |                   | |

#### Secondo turno

##### Andata
| Arbitri: | Matteo Ariasi (Pescara) Massimiliano Palombi (Avezzano) |
| Crono:   | Luca Michele De Candia (Molfetta)                       |

|                                   |           |                                                                    |
| Scommegna 10'57'’ Soldano 38'28'’ | Marcatori | 19'43'’ Perez Pereira 31'38'’ Zampieri 32'46'’ Molon 35'24'’ Brkan |

##### Ritorno
| Arbitri: | Luca Serfilippi (Pesaro) Marco Pizzica (Bologna) |
| Crono:   | Marco Mezzarobba (Conegliano)                    |

|                                       |                      |                                     |
|                                       | Marcatori            | 2'48'’, 7'41'’ Soldano              |
| Brkan Perez Pereira Pernazza Zampieri | Tiri di rigore 4 – 3 | Soldano Porcelli Gariuolo Scommegna |

## Coppa Italia
La final eight di Coppa Italia si è svolta dal 3 al 5 marzo 2017.
|  | Quarti di finale | Quarti di finale   | Quarti di finale |              |         | Semifinali | Semifinali | Semifinali |  |  | Finale | Finale | Finale |  |
|  |                  |                    |                  |              |         |            |            |            |  |  |        |        |        |  |
|  | 1B               | Olimpus            | 4                |              |         |            |            |            |  |  |        |        |        |  |
|  | 1B               | Olimpus            | 4                |              |         |            |            |            |  |  |        |        |        |  |
|  | 4A               | Kick Off           | 3                |              |         |            |            |            |  |  |        |        |        |  |
|  | 4A               | Kick Off           | 3                |              | Olimpus | Olimpus    | 2          |            |  |  |        |        |        |  |
|  |                  |                    |                  |              | Olimpus | Olimpus    | 2          |            |  |  |        |        |        |  |
|  |                  |                    | Montesilvano     | Montesilvano | 0       |            |            |            |  |  |        |        |        |  |
|  | 2B               | Montesilvano (dcr) | Montesilvano     | Montesilvano | 0       | 2(4)       |            |            |  |  |        |        |        |  |
|  | 2B               | Montesilvano (dcr) |                  |              |         |            |            |            |  |  |        |        |        |  |
|  | 3A               | Ternana            | 2(3)             |              |         |            |            |            |  |  |        |        |        |  |
|  | 3A               | Ternana            | 2(3)             |              | Olimpus | Olimpus    | 4          |            |  |  |        |        |        |  |
|  |                  |                    |                  |              |         |            |            |            |  |  |        |        |        |  |
|  |                  |                    | Sinnai           | Sinnai       | 1       |            |            |            |  |  |        |        |        |  |
|  | 1A               | Sinnai             | Sinnai           | Sinnai       | 1       | 4          |            |            |  |  |        |        |        |  |
|  | 1A               | Sinnai             |                  |              |         |            |            |            |  |  |        |        |        |  |
|  | 3B               | Sporting Locri     | 0                |              |         |            |            |            |  |  |        |        |        |  |
|  | 3B               | Sporting Locri     | 0                |              | Sinnai  | Sinnai     | 6          |            |  |  |        |        |        |  |
|  |                  |                    |                  |              | Sinnai  | Sinnai     | 6          |            |  |  |        |        |        |  |
|  |                  |                    | Breganze         | Breganze     | 3       |            |            |            |  |  |        |        |        |  |
|  | 2A               | Breganze (dcr)     | Breganze         | Breganze     | 3       | 2(3)       |            |            |  |  |        |        |        |  |
|  | 2A               | Breganze (dcr)     |                  |              |         |            |            |            |  |  |        |        |        |  |
|  | 4B               | Lazio              | 2(2)             |              |         |            |            |            |  |  |        |        |        |  |

## Supercoppa italiana
La Supercoppa italiana femminile si è giocata mercoledì 11 gennaio 2017 presso il palazzetto dello sport "Santa Filomena" di Chieti. A causa della mancata iscrizione dell'Isolotto, detentore della Coppa Italia, sono state le finaliste della Lazio ad affrontare le campionesse nazionali del Montesilvano.
| Arbitri: | Simonetta Romanello (Padova) Sue Ellen Salvatore (Gallarate) |
| Crono:   | Manuela Di Fabbi (Sulmona)                                   |

| |            | |
| Troiano 19'52'’ Dalla Villa 36'09'’ | Marcatori  | |
| · Samira Ghanfili · Serena Sergi · Eva Maria Ortega · Amparo · Eliane Dalla Villa · Barbara Silvetti · Filipa Mendes · Jessica Troiano · Cecilia Nobilio · Alessia Guidotti · Giulia Domenichetti · Ana Carolina Sestari | Formazioni | · Angela Vecchione · Arianna Pomposelli · Ersilia D’Incecco · Tonia Di Turi · Rebe · Alessia Catrambone · Serena Benvenuto · Patri · Sara Agnello · Pamela Guercio · Carla Duco · Arianna Tirelli |
| Francesca Salvatore | Allenatori | Daniele Chilelli |